# John Langdon Down
John L.H. Langdon Down, född 18 november 1828 i Torpoint i Cornwall, död 7 oktober 1896 i Teddington i Richmond i sydvästra London, var en brittisk läkare och psykiatriker som är mest känd för sitt arbete med mentalt handikappade barn. Åkomman Downs syndrom är uppkallad efter honom. Down var hans fars efternamn medan Langdon var moderns.

## Biografi
John Langdon Down började skolan i Devensport Classical and mathematical school, och var en utomordentlig elev. Vid 14 års ålder började han som lärling hos sin far, som var apotekare i hemstaden. När han var 18 år flyttade han till London för att arbeta som assistent hos en kirurg, där han exempelvis fick torka ur kärl. Efter ett tag kom han in på det farmaceutiska laboratoriet i Bloomsbury Square, och där vann han senare pris för sitt arbete inom den organiska kemin. Han träffade även Michael Faraday och hjälpte honom i hans arbete med gaser.
Flera gånger kallades han tillbaka till faderns apotek för att hjälpa till, dock dog fadern år 1853. Vid det här laget ville Langdon Down ha ett arbete inom kemin, men det var svårt vid denna tidpunkt så han valde att satsa på ett yrke inom medicinen. Samma år som fadern dog började han som student på Royal London Hospital och fick då titeln doktor i medicin. Han valde senare att fokusera på utvecklingsstörda människor.

## Arbete
Året 1858 tilldelades han platsen som medicinsk föreståndare på Earlswood Asylum for Idiots i Surrey. År 1866 skrev han avhandlingen Observations on the Ethnic Classifications of Idiots, "Observationer om den etniska klassificeringen av idioter", i vilken han menade att man kunde klassificera olika former av "idioti" genom att jämföra deras kännetecken med särdragen hos olika etniska grupper. Den vanligaste formen av utvecklingsstörning han träffade på, den som kom att kallas Downs syndrom efter honom, kallade han Mongolisk idioti, "Mongolism". Därav den äldre benämningen Mongoloid.
Trots den hårda benämningen Mongolisk idioti var han en engagerad läkare som arbetade hårt för att förstå sina patienter och för att de skulle få ett drägligare liv. 1868 inrättade han en egen institution för mentalt subnormala i Normansfield, numera känd som Langdon Down Center.

### Fotnoter
1. 1 2  Munk's Roll, Munk's Roll-ID: john-langdon-haydon-langdon-down.[källa från Wikidata]
2. 1 2 3 4 5 6  Kindred Britain.[källa från Wikidata]
3. ↑  Jessica Edén (27 december 2011). ”Mannen bakom syndromet” (på svenska). Svenska Yle. Arkiverad från originalet den 26 juli 2019. https://web.archive.org/web/20190726121831/https://svenska.yle.fi/artikel/2011/12/27/mannen-bakom-syndromet-john-langdon-down. Läst 26 juli 2019.